# Nicola D'Angelo
Nicola D’Angelo (...) è un giurista e magistrato italiano, docente universitario e blogger; è specializzato nella materia delle telecomunicazioni e delle problematiche giuridiche dei nuovi mass media.

## Biografia

### Formazione e attività professionali
Laureato in Giurisprudenza nel 1983 presso l'Università degli studi di Roma La Sapienza con il massimo dei voti, ha poi vinto il concorso in magistratura amministrativa.
Attualmente svolge le funzioni di magistrato amministrativo ed è professore a contratto presso la facoltà di Giurisprudenza dell'Università LUMSA di Roma dove insegna “Diritto Amministrativo”.
In precedenza, ha lavorato per alcuni anni presso il Ministero delle comunicazioni, dove ha diretto uffici con competenze giuridiche nel settore della radiotelevisione pubblica e privata e delle telecomunicazioni.
Si è inoltre occupato di problematiche relative alla pianificazione delle frequenze, alla convenzione e al contratto di servizio della RAI, alle trasmissioni per l'estero e per le minoranze linguistiche.

### Attività ed incarichi istituzionali
Nel 1995 è stato consulente giuridico della Commissione speciale della Camera dei deputati per il riordino del settore radiotelevisivo e componente della rappresentanza italiana nel Comitato del Consiglio d'Europa per i mezzi di comunicazioni di massa.
È stato membro della I Commissione TV e minori istituita presso la Presidenza del Consiglio dei Ministri.
In rappresentanza del Ministero delle comunicazioni è stato membro del Consiglio di amministrazione della STET e di Telecom Italia.
È stato consigliere giuridico del Ministro delle comunicazioni, Capo Ufficio Legislativo del Ministero del commercio con l'estero, Capo Ufficio Legislativo del Ministro per le riforme istituzionali.
In particolare, in qualità di consigliere giuridico del Ministro delle comunicazioni ha collaborato alla stesura della legge istitutiva dell'Autorità per le Garanzie nelle Comunicazioni e delle norme in materia di riassetto del settore radiotelevisivo e di liberalizzazione del mercato delle telecomunicazioni.
È stato Commissario dell'Autorità per le garanzie nelle comunicazioni (eletto dalla Camera dei deputati) dal 2005 al 2012. Nell'ambito dell'Autorità, ha fatto parte della Commissione Infrastrutture e Reti (organo collegiale preposto alla regolamentazione e vigilanza delle telecomunicazioni e infrastrutture).
Nel corso del suo mandato si è occupato delle tematiche relative al pluralismo televisivo, alla libertà della Rete e all'esercizio dei diritti ad essa collegati alla tutela dei consumatori.
In particolare si è dimostrato attivo nella materia della neutralità della rete, del diritto d'autore online e della pianificazione delle frequenze nel settore radiotelevisivo cercando di favorire il più ampio pluralismo informativo (interno ed esterno) sia nel campo dei media offline che online.
È stato tra i pochi ad opporsi al cosiddetto beauty contest per l'assegnazione delle frequenze televisive digitali in numero eccessivo ai principali network privati.
Un impegno di opposizione che ha assunto una notevole rilevanza anche nell'acceso dibattito pubblico che si è recentemente sviluppato sul tema della neutralità e del diritto d'autore in Rete e, più in generale - sul tema della regolamentazione di Internet.
Ha fatto scalpore la sua rimozione da Relatore del provvedimento in materia di diritto d'autore in Rete a causa delle sue posizioni in seno al Consiglio dell'Autorità.

## Blogger
Coerentemente con il suo impegno istituzionale e incuriosito dai nuovi linguaggi, ha avviato sul suo blog  un dibattito informale sui temi dei nuovi diritti della cittadinanza digitale ma anche tematiche al di fuori del contesto prettamente tecnico.
Da tempo sostenitore della libertà della Rete, si è impegnato per favorirne la completa realizzazione gestendo importanti dossier e partecipando al dibattito nazionale con pubblicazioni scientifiche ed interventi in convegni e conferenze anche a livello internazionale.